# Plecia fasciapenna
Plecia fasciapenna är en tvåvingeart som beskrevs av Fitzgerald 1998. Plecia fasciapenna ingår i släktet Plecia och familjen hårmyggor. Inga underarter finns listade i Catalogue of Life.